# Pteromalus
Pteromalus är ett släkte av steklar som beskrevs av Nils Samuel Swederus 1795. Pteromalus ingår i familjen puppglanssteklar.

## Bildgalleri

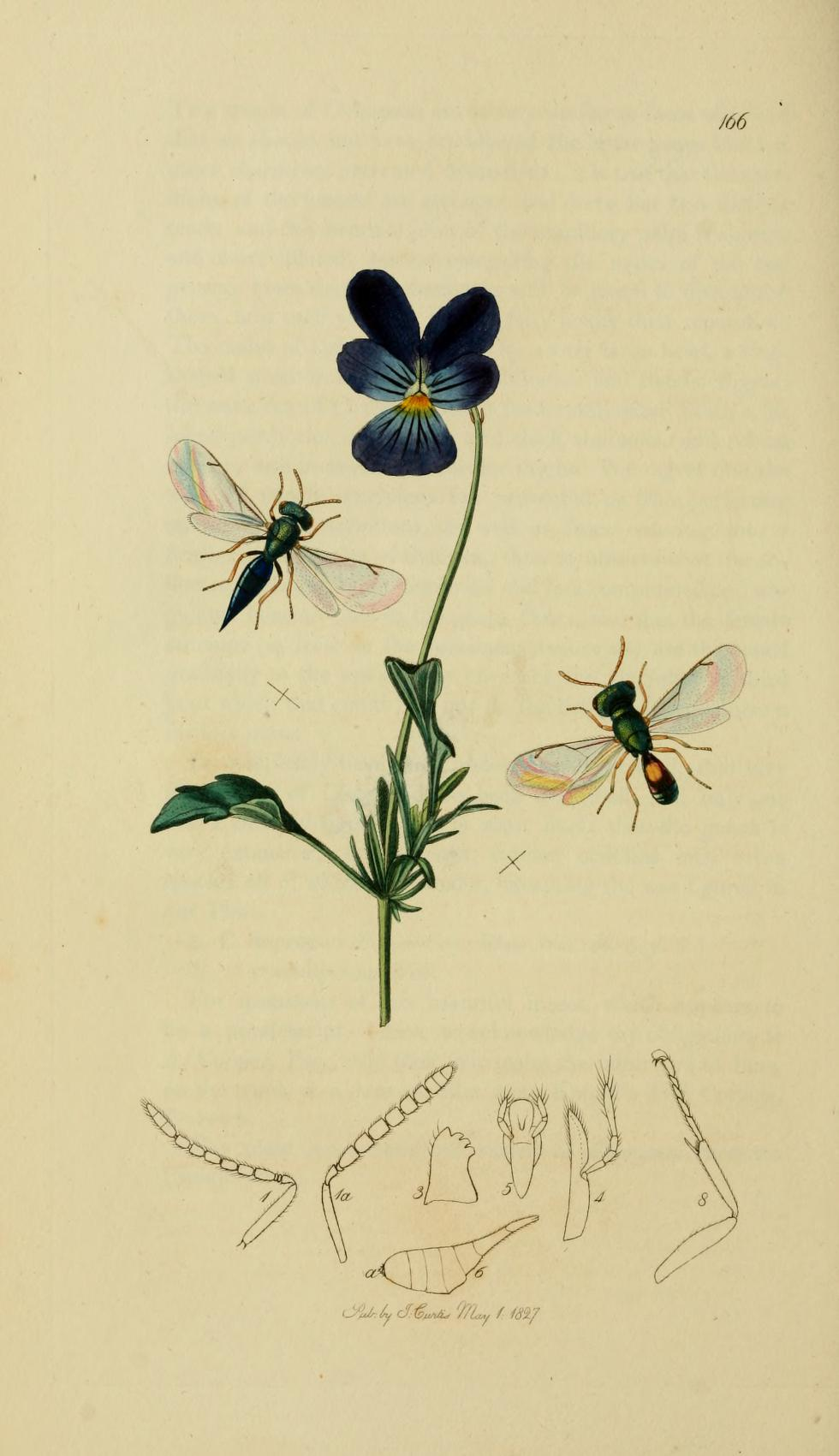
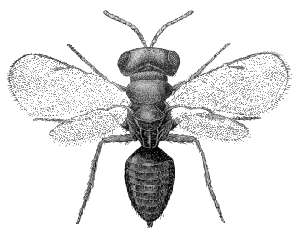
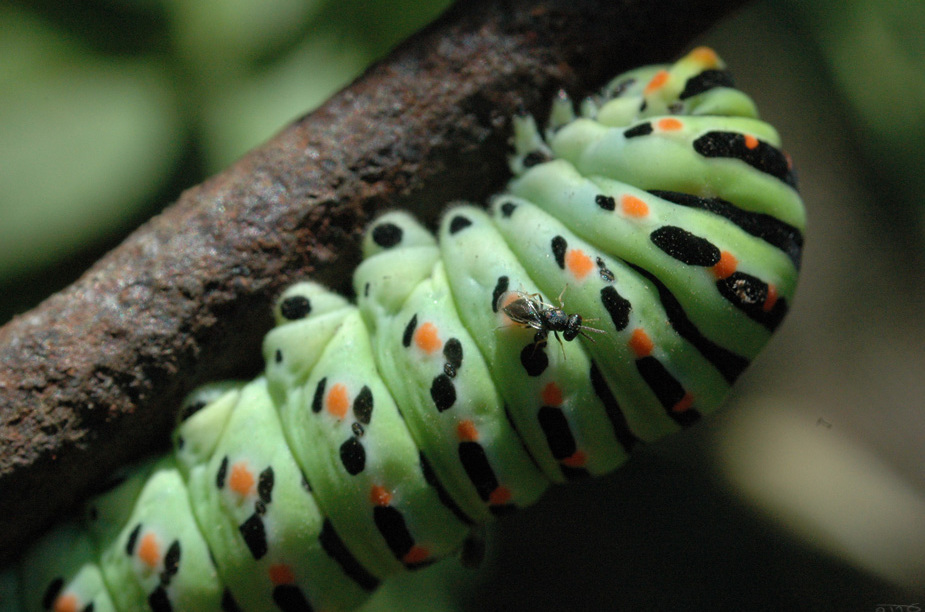

## Dottertaxa tillPteromalus, i alfabetisk ordning[1][2]
- Pteromalus aartseni
- Pteromalus abdominalis
- Pteromalus abieticola
- Pteromalus achillei
- Pteromalus actinopterae
- Pteromalus aeneus
- Pteromalus aerosus
- Pteromalus aeson
- Pteromalus albescens
- Pteromalus albidovenosus
- Pteromalus albipennis
- Pteromalus albitarsis
- Pteromalus almeriensis
- Pteromalus alternipes
- Pteromalus altus
- Pteromalus amabilis
- Pteromalus amage
- Pteromalus amerinae
- Pteromalus amyntor
- Pteromalus anaxis
- Pteromalus annae
- Pteromalus antheraecola
- Pteromalus apantelesi
- Pteromalus apantelophagus
- Pteromalus apicalis
- Pteromalus apionis
- Pteromalus apum
- Pteromalus archia
- Pteromalus arnicae
- Pteromalus atomos
- Pteromalus atomus
- Pteromalus atra
- Pteromalus aurantiacus
- Pteromalus auratus
- Pteromalus aureolus
- Pteromalus baton
- Pteromalus bedeguaris
- Pteromalus bekiliensis
- Pteromalus berylli
- Pteromalus bienna
- Pteromalus bifoveolatus
- Pteromalus bottnicus
- Pteromalus brachygaster
- Pteromalus brunnicans
- Pteromalus bryce
- Pteromalus calenus
- Pteromalus canariensis
- Pteromalus capreae
- Pteromalus cardui
- Pteromalus cassotis
- Pteromalus caudiger
- Pteromalus cerealellae
- Pteromalus chalybaeus
- Pteromalus chlorogaster
- Pteromalus chlorospilus
- Pteromalus chrysos
- Pteromalus ciliatus
- Pteromalus cioni
- Pteromalus cionobius
- Pteromalus clavicornis
- Pteromalus cleophanes
- Pteromalus coeruleiventris
- Pteromalus coerulescens
- Pteromalus coloradensis
- Pteromalus conformis
- Pteromalus conoideus
- Pteromalus conopidarum
- Pteromalus cosis
- Pteromalus costulata
- Pteromalus couridae
- Pteromalus crassicapitatus
- Pteromalus crassicornis
- Pteromalus crassinervis
- Pteromalus cryptocephali
- Pteromalus cupreus
- Pteromalus cyniphidis
- Pteromalus dahlbomi
- Pteromalus damo
- Pteromalus decipiens
- Pteromalus defossus
- Pteromalus delvarei
- Pteromalus dendrolimi
- Pteromalus diadema
- Pteromalus diatatus
- Pteromalus dimiduis
- Pteromalus discors
- Pteromalus dispar
- Pteromalus divitissimus
- Pteromalus dolichurus
- Pteromalus doryssus
- Pteromalus doumeti
- Pteromalus driopides
- Pteromalus elevatus
- Pteromalus ellisorum
- Pteromalus elongatus
- Pteromalus elpinice
- Pteromalus epicles
- Pteromalus epimelas
- Pteromalus eurymi
- Pteromalus euthymus
- Pteromalus euurae
- Pteromalus exanimis
- Pteromalus fabia
- Pteromalus fagi
- Pteromalus fasciatus
- Pteromalus felginas
- Pteromalus flavicornis
- Pteromalus flavipalpis
- Pteromalus flaviscapus
- Pteromalus flaviventris
- Pteromalus fuscipennis
- Pteromalus fuscipes
- Pteromalus fuscitarsis
- Pteromalus gallicolus
- Pteromalus garibaldius
- Pteromalus glabriculus
- Pteromalus gracillimus
- Pteromalus gryneus
- Pteromalus guttula
- Pteromalus hedymeles
- Pteromalus helenomus
- Pteromalus hemileucae
- Pteromalus hercyniae
- Pteromalus hesus
- Pteromalus hieracii
- Pteromalus hirtipes
- Pteromalus holmgrenii
- Pteromalus hunteri
- Pteromalus hyalopterus
- Pteromalus impeditus
- Pteromalus infelix
- Pteromalus integer
- Pteromalus intermedius
- Pteromalus ipsea
- Pteromalus isarchus
- Pteromalus ivondroi
- Pteromalus janssoni
- Pteromalus keralensis
- Pteromalus kuwayamae
- Pteromalus laricinellae
- Pteromalus larymna
- Pteromalus larzacensis
- Pteromalus latipennatus
- Pteromalus latreillei
- Pteromalus lepidotus
- Pteromalus leucanthemi
- Pteromalus lineolatus
- Pteromalus longicornis
- Pteromalus lutulentus
- Pteromalus luzonensis
- Pteromalus macrocerus
- Pteromalus macronychivorus
- Pteromalus maculiscapus
- Pteromalus mandibulatus
- Pteromalus marellii
- Pteromalus mariae
- Pteromalus matsuyadorii
- Pteromalus mediocris
- Pteromalus megareus
- Pteromalus meridionalis
- Pteromalus metallicus
- Pteromalus microneurus
- Pteromalus microps
- Pteromalus micros
- Pteromalus moravicus
- Pteromalus musaeus
- Pteromalus mutia
- Pteromalus mydon
- Pteromalus myopitae
- Pteromalus myopites
- Pteromalus nanulus
- Pteromalus navis
- Pteromalus nebulosus
- Pteromalus neesii
- Pteromalus niger
- Pteromalus nigrus
- Pteromalus niphe
- Pteromalus nodulosus
- Pteromalus obscurus
- Pteromalus ochrocerus
- Pteromalus oenoe
- Pteromalus onerati
- Pteromalus ormenus
- Pteromalus ortalus
- Pteromalus osmiae
- Pteromalus oxynthes
- Pteromalus pallipes
- Pteromalus paludicola
- Pteromalus papaveris
- Pteromalus parietinae
- Pteromalus patro
- Pteromalus pellucidiventris
- Pteromalus phycidis
- Pteromalus pilosellae
- Pteromalus platyphilus
- Pteromalus pogonochoeri
- Pteromalus poisoensis
- Pteromalus polychlori
- Pteromalus pomacearum
- Pteromalus pontaniae
- Pteromalus praecocellae
- Pteromalus procerus
- Pteromalus proprius
- Pteromalus pulchellus
- Pteromalus puparum
- Pteromalus purpureiventris
- Pteromalus pygmaeanae
- Pteromalus pygmaeolus
- Pteromalus qinghaiensis
- Pteromalus racemosi
- Pteromalus ramulorum
- Pteromalus ratzeburgii
- Pteromalus rectispinus
- Pteromalus rhinthon
- Pteromalus rhoebus
- Pteromalus ridens
- Pteromalus rondanii
- Pteromalus rottensis
- Pteromalus rudowii
- Pteromalus ruficornis
- Pteromalus scandiae
- Pteromalus semotus
- Pteromalus senegalensis
- Pteromalus sequester
- Pteromalus serratae
- Pteromalus sestius
- Pteromalus shanxiensis
- Pteromalus smaragdus
- Pteromalus solidaginis
- Pteromalus sonchi
- Pteromalus sophax
- Pteromalus speculifer
- Pteromalus sphegigaster
- Pteromalus spilocerus
- Pteromalus squamifer
- Pteromalus strobilobius
- Pteromalus suia
- Pteromalus sylveni
- Pteromalus syntomus
- Pteromalus syrphi
- Pteromalus tananarivensis
- Pteromalus temporalis
- Pteromalus tereus
- Pteromalus tessellatus
- Pteromalus tethys
- Pteromalus tibialis
- Pteromalus tibiellus
- Pteromalus tiburtus
- Pteromalus timidus
- Pteromalus tortricis
- Pteromalus townsendi
- Pteromalus toxeus
- Pteromalus tripolii
- Pteromalus troglodytes
- Pteromalus unca
- Pteromalus vaginulae
- Pteromalus vallecula
- Pteromalus vanessae
- Pteromalus varians
- Pteromalus vectensis
- Pteromalus veneris
- Pteromalus venustus
- Pteromalus vibulenus
- Pteromalus vicarius
- Pteromalus villosae
- Pteromalus violarum
- Pteromalus vitula
- Pteromalus vopiscus
- Pteromalus vulgaris
- Pteromalus vulso